# شهرستان مدیسون (آیداهو)
شهرستان مدیسون، آیداهو (به انگلیسی: Madison County, Idaho) یک سکونتگاه مسکونی در ایالات متحده آمریکا است که در آیداهو واقع شده‌است.

## خصوصیات
شهرستان مدیسون ۱٬۲۲۵٫۰۷ کیلومترمربع مساحت دارد.